# 콜로라도 대학교 덴버

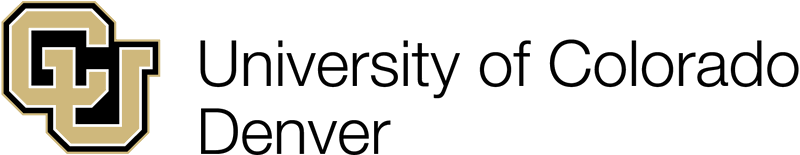

콜로라도 대학교 덴버(University of Colorado Denver)는 미국 콜로라도주 덴버에 있는 4년제 공립 대학교이며 1912년 첫 개교되었다.